# Sokoke-Buschschwanzmanguste
Die Sokoke-Buschschwanzmanguste, oder das Sokokeichneumon (Bdeogale omnivora) ist ein Raubtier in der Familie der Mangusten (Herpestidae). Das Taxon galt längere Zeit als Unterart der Buschschwanzmanguste (Bdeogale crassicauda). Neuere taxonomische Abhandlungen und die IUCN erkennen Bdeogale omnivora als Art an.

## Merkmale
Mit einer Kopf-Rumpf-Länge von 34 bis 45 cm, einer Schwanzlänge von 18 bis 24 cm sowie mit einem Gewicht von 0,7 bis 1,6 kg ist die Art eine der kleineren Schwarzfußmangusten. Das Fell ist oberseits überwiegend hell gefärbt, vor allem am Kopf und an den Schultern, die fast weiß sind. Der Schwanz und die Beine sind mit braunem Fell bedeckt. Auf dem Hinterteil und auf dem Schwanz kommen einige längere Haare mit schwarzen Spitzen vor. Der letzte molare Zahn in jeder Kieferhälfte ist auffällig groß.
Mit Kamerafallen dokumentierte dunkle bis schwarze Exemplare im Usambara-Gebirge sind melanistische Tiere dieser Art oder Buschschwanzmangusten.

## Verbreitung, Habitat, Lebensweise
Die Sokoke-Buschschwanzmanguste lebt in einem breiteren Küstenstreifen im Osten Kenias und Nordosten Tansanias. Sie hält sich in Wäldern im Flachland und in Gebirgen bis 1.700 Meter Höhe auf. Gelegentlich werden angrenzende offene Stellen zur Nahrungssuche besucht.
Die Individuen sind nachtaktiv und jagen hauptsächlich Insekten.

## Status
Vermutlich beeinträchtigen Waldrodungen den Bestand der Art. Im Verbreitungsgebiet gibt es verschiedene Naturschutzgebiete. Die IUCN schätzt eine Bestandsabnahme von etwa 10 Prozent zwischen 2006 und 2016 und listet die Sokoke-Buschschwanzmanguste als gefährdet (Vulnerable). Der Zeitraum entspricht ungefähr drei Generationen.

## Belege
1. ↑  Don E. Wilson, DeeAnn M. Reeder (Hrsg.): Mammal Species of the World. A taxonomic and geographic Reference. 3. Auflage. 2 Bände. Johns Hopkins University Press, Baltimore MD 2005, ISBN 0-8018-8221-4 (englisch, Bdeogale crassicauda omnivora).
2. 1 2 3 4 5  Bdeogale omnivora in der Roten Liste gefährdeter Arten der IUCN 2016. Eingestellt von: Foley, C. & Do Linh San, E., 2016. Abgerufen am 23. April 2017.
3. 1 2  Kingdon, Jonathan (Hrsg.): Kingdon Field Guide to African Mammals. Bloomsbury Publishing, 2015, S. 442 (englisch, Bdeogale omnivora).